# Megumi Sato
Megumi Sato (Japans: 佐藤 恵, Sato Megumi) (Niigata, 13 september 1966) is een atleet uit Japan.
Sato nam drie maal mee aan de Olympische Zomerspelen, steeds aan het onderdeel hoogspringen.
Op de Olympische Zomerspelen van Los Angeles in 1984 bleef ze met 1.84 meter steken in de kwalificatieronde.
Op de Olympische Zomerspelen 1988 sprong ze 1.92 meter in de kwalificatie, en 1.93 meter in de finale, waarmee ze een elfde plaats behaalde.
Bij de Olympische Zomerspelen van Barcelona in 1992 behaalde ze ook de finale, en sprong ze met 1.94 meter naar de zevende plaats.
- World Athletics: 14287764